# Алексеевское сельское поселение (Марий Эл)
Алексеевское сельское поселение — муниципальное образование (сельское поселение) в составе Советского района Марий Эл Российской Федерации. Административный центр поселения — посёлок Алексеевский.

## История
Статус и границы сельского поселения установлены Законом Республики Марий Эл от 18 июня 2004 года № 15-З «О статусе, границах и составе муниципальных районов, городских округов в Республике Марий Эл».

## Численность населения поселения
| 2010  | 2011  | 2012  | 2013  | 2014  | 2015  | 2016  |
| ----- | ----- | ----- | ----- | ----- | ----- | ----- |
| 1916  | ↘1912 | ↘1886 | ↘1882 | ↘1873 | ↗1875 | ↘1866 |
| 2017  | 2018  | 2019  | 2020  | 2021  | 2023  |       |
| ↘1844 | ↘1843 | ↘1781 | ↘1743 | ↗1820 | ↘1812 |       |

## Состав сельского поселения
В состав сельского поселения входят 1 починок, 1 посёлок и 14 деревень:
| №  | Населённый пункт | Тип населённого пункта          | Население |
| -- | ---------------- | ------------------------------- | --------- |
| 1  | Абаснурский      | деревня                         | 42        |
| 2  | Алексеевка       | деревня                         | 4         |
| 3  | Алексеевский     | посёлок, административный центр | 1644      |
| 4  | Вознесенск       | деревня                         | 22        |
| 5  | Ивановка         | деревня                         | 17        |
| 6  | Ильинский        | починок                         | 10        |
| 7  | Исаевка          | деревня                         | 7         |
| 8  | Казанское        | деревня                         | 35        |
| 9  | Красная Поляна   | деревня                         | 1         |
| 10 | Мананмучаш       | деревня                         | 66        |
| 11 | Новоселово       | деревня                         | 11        |
| 12 | Новотроицкое     | деревня                         | 2         |
| 13 | Оршанка          | деревня                         | 1         |
| 14 | Петропавловка    | деревня                         | 34        |
| 15 | Тойбеково        | деревня                         | 20        |
| 16 | Удельное         | деревня                         | 0         |